# Aakia tuerckheimii
Genre
Espèce
Aakia tuerckheimii est une espèce de plantes monocotylédones de la famille des Poaceae, sous-famille des Panicoideae, originaire du Mexique et d'Amérique centrale. C'est la seule espèce du genre Aakia (genre monotypique).